# Phanerotomella bakeri
Phanerotomella bakeri är en stekelart som beskrevs av Herbert Zettel 1989. Phanerotomella bakeri ingår i släktet Phanerotomella och familjen bracksteklar. Inga underarter finns listade i Catalogue of Life.